# 44-я пехотная дивизия (вермахт)
44-я пехотная дивизия (нем. 44. Infanterie-Division), позднее 44-я рейхсгренадерская дивизия «Гроссмейстер Немецкого ордена» (нем. 44. Reichsgrenadier-Division „Hoch- und Deutschmeister“) — тактическое соединение сухопутных войск нацистской Германии периода Второй мировой войны.
Набиралось преимущественно из австрийцев. Дивизия считается одной из правопреемниц традиций 4-го пехотного полка СВ Австро-Венгрии.

## История

### Образование и подготовка к войне
Образована 1 апреля 1938 после аншлюса на основе первых трёх дивизий армии Австрии. Около 80 % солдат и офицеров дивизии были австрийцами по национальности. Дивизия юридически подчинялась командованию XVII военного округа. 14 марта 1939 дивизия одной из первых вступила на территорию Чехословакии.

### Начальный этап Второй мировой
В ходе польской кампании дивизия наступала из Австрии и Силезии на Львов. 14 ноября 1939 вернулась в Германию после ввода советских войск на Западную Украину и в Западную Белоруссию. 13 мая 1940 дивизия вошла в состав 1-я танковой группы под командованием Эвальда фон Клейста и выдвинулась к Сомме, откуда 6 июня прорвалась к линии Вейгана. После капитуляции Франции была расквартирована в Пуатье, но позднее направилась в Ла-Рошель для подготовки к операции «Морской лев».

### Восточный фронт
В марте 1941 года дивизия была переброшена к границе СССР. Была включена в состав 6-й армии, в состав группы армий «Юг». С началом операции «Барбаросса» дивизия наступала на Украину против войск Юго-Западного фронта, но под Дубно продвижение дивизии серьёзно замедлилось. В начале августа дивизия пошла на штурм Киева, но атака австрийцев провалилась. Только после включения в бой танковых частей Киев был взят; к 30 сентября дивизия взяла в кольцо крупные советские силы, отрезав им пути к отступлению. Дальнейшее продвижение дивизии к Харькову замедлилось из-за осенней распутицы. В начале декабря дивизия вступила в серьёзные бои с советскими войсками южнее Харькова. С 10 июня дивизия в составе 6-й армии Паулюса участвовала в боях в Большой излучине Дона (см. Битва у Калача-на-Дону). 23 ноября 1942 года дивизия вместе с 6-й армией была окружена под Сталинградом.
Заново сформирована в феврале 1943. Получила почётное звание «Хох унд Дойчмайстер», но к июню 1943 года больше походила на конную дивизию. 25 июля 1943 дивизия находилась в Инсбруке, когда до неё дошла новость о падении режима Муссолини.

### Итальянский фронт
1 августа 1943 дивизия двинулась в Южный Тироль, откуда направилась к границам Италии. 8 сентября итальянцы официально капитулировали и фактически вышли из войны, но немцы заняли итальянскую территорию, защищая её от войск союзников. Немцам досталось трофейное итальянское оружие. 9 сентября около 50 тысяч итальянцев попали в плен к немецким войскам. В ноябре 1943 года дивизия начала вести антипартизанскую борьбу в районе Любляны и Триеста. 21 ноября дивизия направилась в Центральную Италию, добравшись к Кассино. Там в течение более чем двух месяцев она удерживала «линию Рейнхарда». С 28 января по 18 мая дивизия участвовала в битве за Монте-Кассино. После битвы она отступила к северу во Флоренцию. В середине октября 1944 года срочно была переброшена в Венгрию для атаки советских позиций.

### Австрия и Венгрия. Конец войны
Спланированное нападение на советские позиции близ Дравы и Дуная сорвалось, что привело к отступлению на территорию между озером Балатон и рекой Дравой. 17 февраля 1945 немецкие войска попытались провести контрудар под озером Балатон, но 18 марта войска 3-го Украинского фронта атаковали Вену, что привело к панике в составе дивизии и срыву контрудара под Балатоном. Дивизия сумела вырваться из кольца окружения и двинулась вдоль берегов Балатона, а в конце марта добралась до границы Австрии и заняла оборонительные позиции. 20 апреля было прервано железнодорожное сообщение в Нижний Австрии. В мае солдаты бежали на запад и там сдались войскам союзников, избежав советского плена.

## Командующие
- Генерал-лейтенант Альбрехт Шуберт (1 апреля 1938 — 1 октября 1939)
- Генерал-лейтенант Фридрих Зиберт (1 октября 1939 — 2 мая 1942)
- Генерал-лейтенант Хайнрих Дебуа (2 мая 1942 — 29 января 1943)
- Генерал-лейтенант Франц Бейер (1 марта 1943 — 1 января 1944)
- Генерал-лейтенант Фридрих Франек (1 января — 1 мая 1944)
- Генерал-лейтенант Бруно Ортнер (1 мая — 25 июня 1944)
- Генерал-лейтенант Ганс-Гюнтер фон Рост (25 июня 1944 — 23 марта 1945)
- Полковник Хоффманн (23 марта — 5 апреля 1945)
- Генерал-майор Лангхаузер (5 апреля — 8 мая 1945)

## Состав
|  | 1939 год - 131-й пехотный полк (Infanterie-Regiment 131) - 132-й пехотный полк (Infanterie-Regiment 132) - 134-й пехотный полк (Infanterie-Regiment 134) - 96-й артиллерийский полк (Artillerie-Regiment 96) - 44-й батальон АИР - 44-й разведывательный батальон - 46-й дивизион ПТО (Panzerabwehr-Abteilung 46) - 80-й сапёрный батальон (Pionier-Bataillon 80) - 64-й батальон связи (Nachrichten-Abteilung 64) - 44-й запасной батальон (Feldersatz-Bataillon 44) - войска подчинявшиеся командиру снабжения 44-й пехотной дивизии (Infanterie-Divisions-Nachschubführer 44) |  | 1942 год - 131-й пехотный полк - 132-й пехотный полк - 134-й пехотный полк - 96-й артиллерийский полк - 44-й батальон самокатчиков - 80-й сапёрный батальон - 46-й противотанковый артиллерийский дивизион - 64-й батальон связи |  | 1943-45 годы - 131-й пехотный полк - 132-й пехотный полк - пехотный полк «Хох унд Дойчмайстер» (бывший 134-й пехотный полк) - 96-й артиллерийский полк - 44-й миномётный батальон (сформирован 28 августа 1944 года из 1-го батальона 131-го пехотного полка) - 80-й сапёрный батальон - 46-й противотанковый артиллерийский дивизион - 64-й батальон связи - запасной батальон «Хох унд Дойчмайстер» |

## Награждённые Рыцарским крестом Железного креста

### Рыцарский Крест Железного креста (25)
- Карл-Хайнц Ноак, 05.08.1940 — лейтенант, командир взвода 2-й роты 46-го противотанкового артиллерийского дивизиона
- Франц-Ксавер Раухайзен, 05.08.1940 — майор, командир 1-го батальона 131-го пехотного полка
- Карл Айбль, 15.08.1940 — оберстлейтенант, командир 3-го батальона 131-го пехотного полка
- Вилли Хильсс, 19.01.1941 — унтер-офицер, командир орудия 46-го противотанкового артиллерийского дивизиона
- Франц Бейер, 12.09.1941 — полковник, командир 131-го пехотного полка
- Вальтер Бирк, 02.11.1941 — обер-лейтенант, командир 2-й роты 44-го разведывательного батальона
- Фридрих Зиберт, 18.11.1941 — генерал-лейтенант, командир 44-й пехотной дивизии
- Фридрих Шиллер, 16.01.1942 — лейтенант резерва, командир 5-й роты 131-го пехотного полка
- Артур Бойе, 05.02.1942 — полковник, командир 134-го пехотного полка
- Хинрих Поппинга, 05.02.1942 — оберстлейтенант, командир 131-го пехотного полка
- Отто Рендль, 28.07.1942 — унтер-офицер, командир орудия 14-й (противотанковой) роты 132-го пехотного полка
- Генрих-Антон Дебуа, 10.09.1942 — генерал-майор, командир 44-й пехотной дивизии
- Клаус Фоорманн, 10.09.1942 — обер-лейтенант, командир 10-й роты 134-го пехотного полка
- Хайнц Петов, 17.12.1942 — обер-фельдфебель, командир взвода 6-й роты 132-го пехотного полка
- Эберхард Поль, 17.12.1942 — майор, командир 1-го батальона 134-го пехотного полка
- Герман Бегеманн, 18.12.1942 — оберстлейтенант, командир 132-го пехотного полка
- Леонард Нехански, 20.01.1943 — обер-лейтенант резерва, командир 1-й роты 131-го пехотного полка
- Рудольф Хегер, 20.01.1943 — обер-лейтенант, командир 4-й батареи 96-го артиллерийского полка
- Карл Вальтер, 22.01.1943 — оберстлейтенант, командир 131-го пехотного полка
- Арнульф Абеле, 12.02.1944 — капитан, командир 1-го батальона пехотного полка «Хох унд Дойчмайстер»
- Вилли Нагель, 12.06.1944 — полковник, командир 131-го пехотного полка
- Леопольд Ляйтнер, 24.12.1944 — майор, командир 132-го пехотного полка
- Йозеф Глатц, 12.01.1945 — обер-лейтенант, командир 1-й роты 46-го противотанкового артиллерийского дивизиона
- Отто Пешке, 05.03.1945 — унтер-офицер, командир отделения управления 2-й роты 132-го пехотного полка
- Ганс-Гюнтер фон Рост, 21.03.1945 — генерал-лейтенант, командир пехотной дивизии «Хох унд Дойчмайстер»

### Рыцарский Крест Железного креста с Дубовыми листьями
- Карл Айбль (№ 50), 31.12.1941 — полковник, командир 132-го пехотного полка

## ссылки
Carlo Gentile. 44th Hoch- und Deutschmeister Reichsgrenadier Division (англ.). NS-Täter Italien. Дата обращения: 27 марта 2025.